# Зазроєв Андрій Іванович
Андрі́й Іва́нович Зазро́єв (справжнє прізвище — Зазрошвілі, 21 жовтня 1925, м. Тбілісі, Грузинська РСР, СРСР — 16 березня 1987) — грузинський та український радянський футболіст, що виступав на позиції нападника. Найбільш відомий завдяки виступам у складі київського «Динамо». Після завершення кар'єри футболіста розпочав трудову діяльність тренера. Заслужений майстер спорту (1955). Заслужений тренер РРФСР (1969).

## Кар'єра футболіста
Андрій Зазрошвілі (надалі відомий всім як Зазроєв) народився у Тбілісі. Там же з юних років почав займатися футболом. Грав у юнацькій команді Грузинської РСР. Першою командою майстрів для молодого нападника стали «Крила Рад» з міста Молотов, де він опинився одразу після війни. Потім певний час Зазроєв перебував у таборі сухумського «Динамо», поки врешті-решт не опинився у «Динамо» іншому — тбіліському.
З новою командою Зазроєв досяг значних успіхів — у його колекції нагород з'явилися бронзові та срібні медалі чемпіонату СРСР. Та й сам форвард демонстрував впевнену та результативну гру. Проте, як і кожен осетин, Андрій був сповнений гіпертрофованим почуттям власної гідності та справедливості. Про таких кажуть: заводиться з півоберта. Зазроєв у чомусь не зійшовся з керівництвом клубу та вирішив залишити команду з Тбілісі.
За відсутності гідних пропозицій футболіст вирішив повернутися до команди з міста Молотов, поїхавши разом з клубом на збори до Одеси. Поряд з ними проводило тренування київське «Динамо», тренери якого запропонували Зазроєву приєднатися до їх команди. Андрій погодився та досить швидко став справжнім лідером київського клубу як на полі, так і у побуті. У нього одразу склалися чудові стосунки з новими партнерами, серед яких він мав беззаперечний авторитет. Тож не дивно, що на початку сезону Зазроєва було обрано капітаном команди. Він був не лише заводієм на футбольному полі, а й душею будь-якої компанії — Андрій доволі непогано співав та грав на фортепіано, тож під його початком футболісти та їх дружини доволі часто збиралися на колективні «співочі вечори». Без усіляких наказів керівництва, самовільно, Зазроєв вступив до Київського університету на історичний факультет, що постійно ставив у приклад іншим гравцям тренер клубу Олег Ошенков.
У сезоні 1952 року кияни завоювали «срібло» чемпіонату, а сам Андрій став найкращим бомбардиром турніру, забивши 11 голів у 12 матчах. Зрештою, 1954 року кияни створили неможливе — вперше в історії клубу їм підкорився один з двох головних футбольних трофеїв Радянського Союзу. 20 жовтня 1954 року динамівська команда, яку Андрій Зазроєв вивів на поле з капітанською пов'язкою, у фіналі Кубка СРСР переграла єреванський «Спартак» з рахунком 2:1. Після цього успіху капітана киян було викликано до другої збірної СРСР, де він також став справжнім лідером та приміряв капітанську пов'язку. Наступного року Зазроєв отримав почесне звання Заслуженого майстра спорту, однак разом з тим вирішив залишити київський клуб та повернутися до рідного Тбілісі.
У «Динамо» (Тбілісі) Андрій Зазроєв відіграв ще два роки, проте ніяких особливих успіхів з командою так і не досяг, та й сам вже не демонстрував такої яскравої гри, як у Києві. По завершенню сезону 1957 року Зазроєв вирішив завершити активні виступи.

## Тренерська кар'єра
Зазроєв відомий на теренах СРСР не лише як гравець, а й як тренер. Одразу після закінчення кар'єри почав працювати з дітьми, і навіть не в спеціалізованих секціях, а у звичайній школі № 35 міста Тбілісі. Проте не такою вже й звичайною була ця школа — з її стін вийшли такі відомі футболісти як Михайло Месхі та Давид Кіпіані. Потім Андрій Іванович почав тренувати юних тбіліських динамівців.
Проте найбільшого успіху Зазроєв досяг все ж з дорослими командами. Розпочав тренерську кар'єру у командах майстрів Андрій Іванович, очоливши «Енергетик» з Душанбе. Під час роботи у клубі він закінчив технологічний факультет Ленінабадського державного університету.
З 1967 року Зазроєв протягом 5 сезонів очолював «Спартак» з Орджонікідзе. У сезоні 1969 року вперше в історії команда зайняла перше місце у II групі класу «А» та вийшла до вищої ліги радянського чемпіонату. Завдяки цьому Андрій Іванович отримав звання «Заслуженого тренера РРФСР».
По завершенню роботи у Орджонікідзе Зазроєв очолив грузинську команду «Діла», проте згодом знову повернувся на нетривалий період до клубу, з яким досяг найбільших успіхів як тренер. Було й третє повернення до «Спартака» на початку 80-х. Після цього Андрій Зазроєв не очолював більше жоден клуб.

## Досягнення
Командні трофеї
 Динамо (Тбілісі)
- Срібний призер чемпіонату СРСР (1): 1951
- Бронзовий призер чемпіонату СРСР (1): 1950

 Динамо (Київ)
- Срібний призер чемпіонату СРСР (1): 1952
- Володар Кубка СРСР (1): 1954

Тренерські здобутки
 Спартак (Орджонікідзе)
- Чемпіон II групи класу «А» чемпіонату СРСР (1): 1969

Особисті досягнення
- Заслужений майстер спорту (1955)
- Заслужений тренер РРФСР (1969)
- Найкращий бомбардир чемпіонату СРСР (1): 1952
- У списках «33 найкращих футболістів СРСР» (1): № 1 (1952)

## Сім'я
- Син — Ігор Зазроєв (1948 р.н), російський футболіст та тренер, відомий перш за все виступами у складі «Спартака» (Орджонікідзе) та тренерською роботою у низці російських клубів.